# Dewildemania
Dewildemania O.Hoffm. ex De Wild., 1903 è un genere di piante angiosperme dicotiledoni della famiglia delle Asteraceae.

## Etimologia
Il nome scientifico del genere è stato definito per la prima volta dai botanici Karl August Otto Hoffmann (1853-1909) ex Émile Auguste Joseph De Wildeman  (1866-1947) nella pubblicazione "Annales du Musée du Congo (Belge). Botanique." (Ann. Mus. Congo Belge, Bot. sér. 4, [1(3)]: p. x ) del 1903.

## Descrizione
Le specie di questa voce sono erbacee perenni (gli steli sono annuali e germogliano da piccoli portainnesti legnosi). Le radici sono di tipo radiato a perizoma. I fusti sono ramificati all'apice. La pubescenza è formata da peli semplici o multi-settati (a più strati). Gli organi interni di queste piante contengono lattoni sesquiterpenici.
In genere sono presenti sia foglie basali che cauline. Le foglie lungo il caule normalmente sono a disposizione spiralata. Quelle basali (se presenti) spesso formano delle rosette. Quelle cauline sono subsessili. La forma della lamina (semplice o segmentata) varia da filiforme a lanceolata. I bordi possono essere continui, dentati o spinosi. La superficie superiore è verde, quella inferiore è più scura, e in genere entrambe sono glabre. Le venature in genere sono pennate. Le stipole sono assenti.
Le infiorescenze sono composte da uno o pochi capolini peduncolati terminali (i peduncoli sono bratteiformi); gli eventuali raggruppamenti sono di tipo corimboso. I capolini, discoidi di tipo omogamo, sono formati da un involucro persistente a forma da coppa a turbinato-campanulata composto da brattee (o squame) all'interno delle quali un ricettacolo fa da base ai fiori tubulosi; quelli esterni molto sporgenti. Le brattee, da 60 a 80, sono disposte in 2 - 7 serie in modo embricato e scalato ed hanno delle forme da lineari a lanceolate; i bordi sono dentati; il colore è più o meno verde. Le brattee esterne spesso sfumato nelle foglie sottostanti. Il ricettacolo, a forma piatta o a cupola, è provvisto di pagliette.
I fiori, circa 80, sono tetra-ciclici (ossia sono presenti 4 verticilli: calice – corolla – androceo – gineceo) e pentameri (ogni verticillo ha 5 elementi). I fiori sono tubulosi (actinomorfi) e sono ermafroditi (bisessuali) e fertili.
- Formula fiorale:

*/x K {\displaystyle \infty }, [C (5), A (5)], G 2 (infero), achenio
- Calice: i sepali del calice sono ridotti ad una coroncina di squame.
- Corolla: la corolla ha un profondo tubo con 5 lobi finali. I colori sono porpora, violaceo e blu. La superficie è ricoperta da ghiandole settate.
- Androceo: gli stami sono 5 con filamenti liberi, glabri o papillosi e distinti. Le antere sono saldate in un manicotto (o tubo) circondante lo stilo ed hanno in genere hanno una forma sagittata senza coda evidente (o una piccola appendice ialina triangolare). Le appendici apicali delle antere non sono ghiandolose. Nell'endotecio sono presenti delle zone più spesse. Il polline normalmente è triporato (e "lophato" - a coste e depressioni) a forma sferica o schiacciata ai poli.
- Gineceo: lo stilo è filiforme con due stigmi. La base dello stilo ha dei nodi. Gli stigmi sono lunghi e divergenti; sono sottili, affusolati, pelosi e con apice acuto; la superficie stigmatica è interna (vicino alla base). L'ovario è infero uniloculare formato da 2 carpelli. L'ovulo è unico e anatropo.

I frutti sono degli acheni con pappo. La forma dell'achenio è oblunga-turbinata e mostra 4 - 5 facce (e coste angolate) con superficie pubescente-setolosa. Nell'achenio, privo di fitomelanina, sono presenti dei rafidi a sezione subquadrata e idioblasti. Il pericarpo può essere di tipo parenchimatico, altrimenti è indurito (lignificato) radialmente. Il carpoforo (o carpopodium - il ricettacolo alla base del gineceo) è anulare. I pappi, formati da due serie di setole o squame (5 - 15 squame nella serie esterna; poche setole barbate appiattite in quella interna), sono direttamente inseriti nel pericarpo o connati in un anello parenchimatico posto sulla parte apicale dell'achenio.

## Biologia
- Impollinazione: l'impollinazione avviene tramite insetti (impollinazione entomogama tramite farfalle diurne e notturne).
- Riproduzione: la fecondazione avviene fondamentalmente tramite l'impollinazione dei fiori (vedi sopra).
- Dispersione: i semi (gli acheni) cadendo a terra sono successivamente dispersi soprattutto da insetti tipo formiche (disseminazione mirmecoria). In questo tipo di piante può avvenire anche un altro tipo di dispersione: zoocoria. Infatti gli uncini (se presenti) delle brattee dell'involucro si agganciano ai peli degli animali di passaggio disperdendo così anche su lunghe distanze i semi della pianta.

## Distribuzione e habitat
Le specie di questo gruppo si trovano principalmente in Africa tropicale.

## Tassonomia
La famiglia di appartenenza di questa voce (Asteraceae o Compositae, nomen conservandum) probabilmente originaria del Sud America, è la più numerosa del mondo vegetale, comprende oltre 23.000 specie distribuite su 1.535 generi, oppure 22.750 specie e 1.530 generi secondo altre fonti (una delle checklist più aggiornata elenca fino a 1.679 generi). La famiglia attualmente (2021) è divisa in 16 sottofamiglie.

### Filogenesi
Le specie di questo gruppo appartengono alla sottotribù Centrapalinae H. Rob, descritta all'interno della tribù Vernonieae Cass. della sottofamiglia Vernonioideae Lindl.. Questa classificazione è stata ottenuta ultimamente con le analisi del DNA delle varie specie del gruppo. Dagli ultimi studi filogenetici sul DNA la tribù Vernonieae è risultata divisa in due grandi cladi: Muovo Mondo e Vecchio Mondo. Centrapalinae occupa una posizione centrale e appartiene al clade del Vecchio Mondo; in particolare è inclusa nel subclade africano più vicino alle specie tropicali americane.
La sottotribù, e quindi i suoi generi, si distingue per i seguenti caratteri:
- il portamento delle specie di questo gruppo è erbaceo perenne o subarbustivo;
- la pubescenza degli steli è fatta di peli semplici o irregolarmente da peli a forma di "T";
- le appendici delle antere talvolta hanno delle pareti cellulari ispessite;
- gli acheni possono avere fino a 10 coste;

In precedenza la tribù Vernonieae, e quindi la sottotribù di questo genere, era descritta all'interno della sottofamiglia Cichorioideae. Il genere di questa voce è stato anche descritto come appartenente alla sottotribù Erlangeinae H.Rob. (sempre nel gruppo delle Vernonieae).
I caratteri distintivi per questo genere sono i seguenti:
- gli steli sono ricoperti di peli sericei;
- le foglie hanno un inserimento a spirale;
- il ricettacolo è provvisto di pagliette;
- i fiori sono molti per capolino (80 e più);
- i lobi della corolla sono quasi glabri;

### Elenco delle specie
Questo genere ha 7 specie:
- Dewildemania burundiensis Lisowski
- Dewildemania filifolia  O.Hoffm.
- Dewildemania glandulosa  Lisowski
- Dewildemania lancifolia  (O.Hoffm.) Kalanda
- Dewildemania platycephala  B.L.Burtt
- Dewildemania stenophylla  (Baker) B.L.Burtt
- Dewildemania upembensis  Lisowski